# Lądowisko Gdańsk-Maćkowy
Lądowisko Gdańsk-Maćkowy – śmigłowcowe lądowisko w Gdańsku-Maćkowach (dzielnica Chełm), w województwie pomorskim. Lądowisko należy do Spółdzielni Mleczarskiej Polmlek Maćkowy.
Lądowisko figuruje w ewidencji lądowisk Urzędu Lotnictwa Cywilnego od 2014 pod numerem 281.